# Deuteronomos lata
Deuteronomos lata är en fjärilsart som beskrevs av Barend J. Lempke 1970. Deuteronomos lata ingår i släktet Deuteronomos och familjen mätare. Inga underarter finns listade i Catalogue of Life.